# Amerikanische Internationale Schule (Ho-Chi-Minh-Stadt)
Die American International School Vietnam (AISVN; früher American International School (AIS)) war eine Privatschule im Bezirk Nhà Bè in Ho-Chi-Minh-Stadt.

## Unterricht
Die American International School Vietnam verwendete Englisch als Unterrichtssprache. Sie bot das International Baccalaureate Diploma Program an.

## Geschichte
Die Schule wurde 2006 gegründet mit dem Ziel, vietnamesischen Schülern eine amerikanische Ausbildung zu bieten. Stand 2009 waren etwa 900 Schüler von der Vorschule bis zur 12. Klasse eingeschrieben, von denen 90 % Vietnamesen waren. Der aktuelle Campus wurde im August 2014 eröffnet, nachdem die Schule zuvor an den Standorten Bình Thạnh, Bezirk 1 und Bezirk 10 untergebracht war.
Im Schuljahr 2023/24 geriet AISVN in finanzielle Schwierigkeiten, was über mehrere Monate hinweg zur Nichtzahlung oder verspäteten Auszahlung der Gehälter von Lehrkräften und Verwaltungspersonal führte. Infolgedessen entschied sich die Schule, das Schuljahr vorzeitig im März 2024 zu beenden. Schüler, die sich auf das IB-Diplom vorbereiteten, durften jedoch an den Prüfungen teilnehmen.
Folglich wurde der Betrieb von AISVN vom Amt für Bildung und Ausbildung der Stadt Ho-Chi-Minh ab dem 1. Juli 2024 ausgesetzt. Darüber hinaus empfahlen die örtlichen Steuerbehörden im August 2024, die Lizenz der Schule zu widerrufen.
Im November 2024 gab die Schule bekannt, dass sie beabsichtige, im Januar 2025 wieder zu öffnen, was bisher (Stand: Juni 2025) jedoch nicht geschah.

## Akkreditierung
Die Schule war von der International Baccalaureate Organization (IBO) lizenziert, das Primary Years Programme, das Middle Years Programme  und das Diplma Programme Programme  anzubieten. Zudem war sie sowohl vom Council of International Schools (CIS) als auch von der Western Association of Schools and Colleges (WASC) akkreditiert. Diese Lizenzen und Akkreditierungen wurden Anfang 2024 zurückgezogen.